# Gulianca, Brăila
Gulianca este un sat în comuna Salcia Tudor din județul Brăila, Muntenia, România.